# Cádizbukten

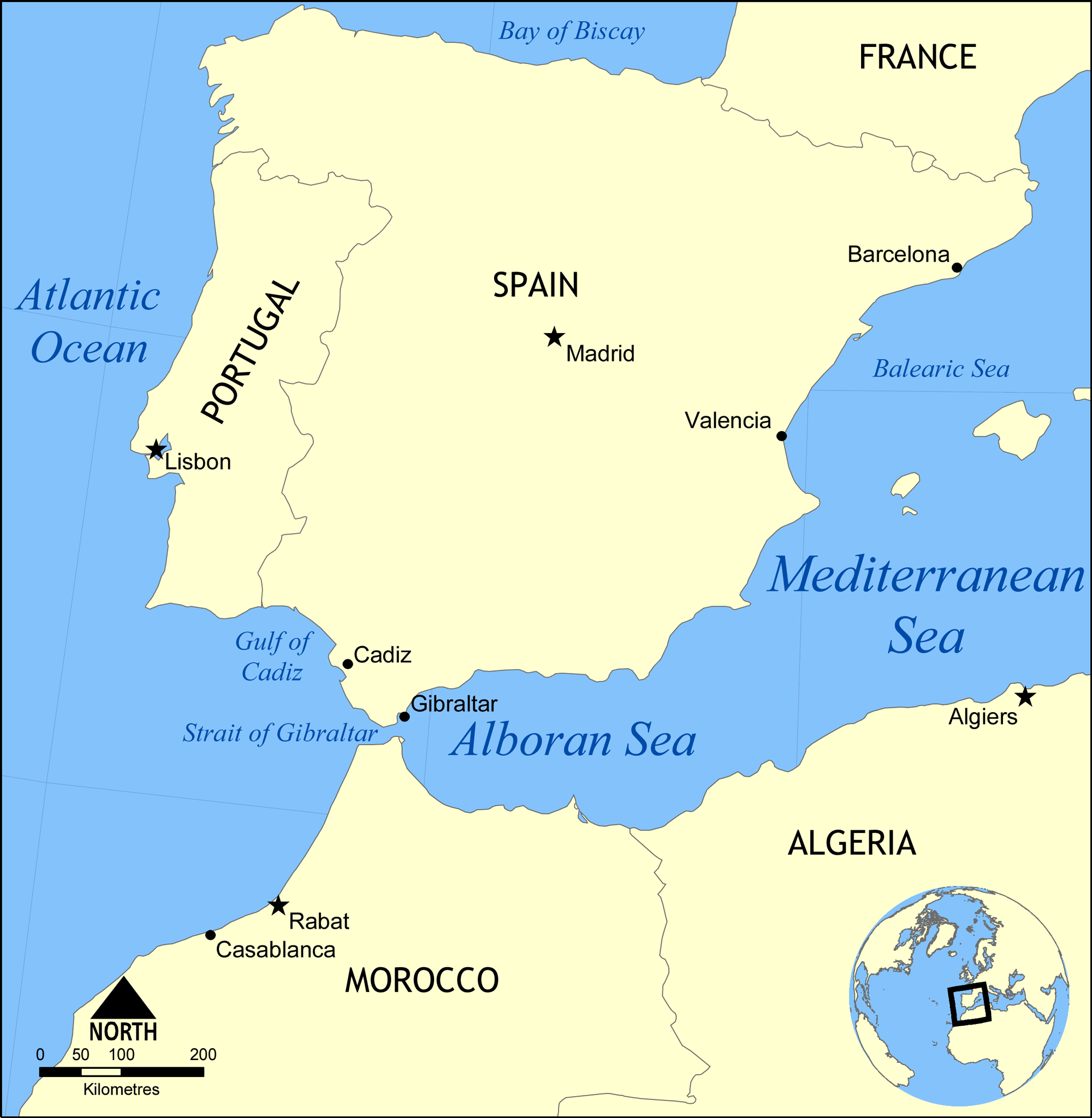
Karta över bukten (Gulf of Cadiz) och dess omgivningar.

Cádizbukten (spanska och portugisiska: Golfo de Cádiz) är en bukt i Atlanten med strand mot södra Portugal och Spanien. Den sträcker sig 320 km från Kap Sankt Vincent i väster till Gibraltarsund i öster. Större städer i vid bukten är Faro, Huelva, Jerez de la Frontera och Cádiz. Större floder som mynnar i Cádizbukten är Guadalquivir, Guadiana, Odiel, Tinto och Guadalete.